# Kobylnica (gmina)
Pour les articles homonymes, voir Kobylnica.
Kobylnica est une gmina rurale du powiat de Słupsk, Poméranie, dans le nord de la Pologne. Son siège est le village de Kobylnica, qui se situe environ 4 km au sud-ouest de Słupsk et 107 km à l'ouest de la capitale régionale Gdańsk.
La gmina couvre une superficie de 244,95 km2 pour une population de 10 183 habitants en 2014.

## Géographie
La gmina inclut les villages de Bolesławice, Bolesławice-Kolonia, Bzowo, Ciechomice, Dobrzęcino, Giełdoń, Kczewo, Kobylnica, Kobylniczka, Komiłowo, Komorczyn, Kończewo, Kozłówek, Kruszyna, Kuleszewo, Kwakowo, Łosino, Lubuń, Luleminko, Lulemino, Maszkowo, Miedzno, Otok, Płaszewo, Reblinko, Reblino, Rozłęka, Runowo Sławieńskie, Runowo-Kolonia, Ściegnica, Sierakowo Słupskie, Sierakowo-Kolonia, Słonowice, Słonowiczki, Sycewice, Widzino, Wrząca, Wrząckie, Zagórki, Zajączkowo, Zbyszewo, Zębowo, Zębowo-Kolonia, Żelki, Żelkowiec et Żelkówko.
La gmina borde la ville de Słupsk et les gminy de Dębnica Kaszubska, Kępice, Postomino, Sławno, Słupsk et Trzebielino.